# Gyna gloriosa
Gyna gloriosa är en kackerlacksart som först beskrevs av Carl Stål 1855.  Gyna gloriosa ingår i släktet Gyna och familjen jättekackerlackor. Inga underarter finns listade i Catalogue of Life.